# Ljusdal
Ljusdal este un oraș în Suedia.

## Demografie
| \| Evoluția demografică a zonei urbane Ljusdal, 1970–2015 \| Evoluția demografică a zonei urbane Ljusdal, 1970–2015 \| Evoluția demografică a zonei urbane Ljusdal, 1970–2015 \| Evoluția demografică a zonei urbane Ljusdal, 1970–2015 \| Evoluția demografică a zonei urbane Ljusdal, 1970–2015 \| \| --------------------------------------------------------------------------------------- \| ------------------------------------------------------ \| ------------------------------------------------------ \| ------------------------------------------------------ \| ------------------------------------------------------ \| \| An \| \| \| Locuitori \| \| \| 1970 \| 1970 \| \| 6.489 \| 6.489 \| \| 1975 \| 1975 \| \| 7.075 \| 7.075 \| \| 1980 \| 1980 \| \| 6.950 \| 6.950 \| \| 1990 \| 1990 \| \| 6.852 \| 6.852 \| \| 1995 \| 1995 \| \| 6.347 \| 6.347 \| \| 2000 \| 2000 \| \| 6.149 \| 6.149 \| \| 2005 \| 2005 \| \| 6.100 \| 6.100 \| \| 2010 \| 2010 \| \| 6.230 \| 6.230 \| \| 2015 \| 2015 \| \| 7.259 \| 7.259 \| \| Sursa: SCB - Statistika Centralbyrån, Folkmängden per tätort. Vart femte år 1960 - 2016 \| \| \| \| \| |      |  |           |       |
| Evoluția demografică a zonei urbane Ljusdal, 1970–2015 |      |  |           |       |
| An |      |  | Locuitori |       |
| 1970 | 1970 |  | 6.489     | 6.489 |
| 1975 | 1975 |  | 7.075     | 7.075 |
| 1980 | 1980 |  | 6.950     | 6.950 |
| 1990 | 1990 |  | 6.852     | 6.852 |
| 1995 | 1995 |  | 6.347     | 6.347 |
| 2000 | 2000 |  | 6.149     | 6.149 |
| 2005 | 2005 |  | 6.100     | 6.100 |
| 2010 | 2010 |  | 6.230     | 6.230 |
| 2015 | 2015 |  | 7.259     | 7.259 |
| Sursa: SCB - Statistika Centralbyrån, Folkmängden per tätort. Vart femte år 1960 - 2016 |      |  |           |       |